# Đường cao tốc Mai Sơn – Quốc lộ 45
Đường cao tốc Mai Sơn – Quốc lộ 45 (ký hiệu toàn tuyến là CT.01) là một đoạn đường cao tốc thuộc hệ thống đường cao tốc Bắc – Nam phía Đông qua địa phận hai tỉnh Ninh Bình và Thanh Hóa.

## Vị trí
Tuyến đường có chiều dài 63,37 km; trong đó đoạn qua Ninh Bình dài 14,35 km, đoạn qua Thanh Hóa 49,02 km; điểm đầu tại nút giao Mai Sơn, tỉnh Ninh Bình, kết nối với đường cao tốc Cao Bồ – Mai Sơn và trong tương lai là đường cao tốc Ninh Bình – Hải Phòng khi hoàn thành; điểm cuối giao với đường Nghi Sơn – Thọ Xuân tại xã Trung Chính, tỉnh Thanh Hóa, nối tiếp với đường cao tốc Quốc lộ 45 – Nghi Sơn. Tuy nhiên trên thực tế, điểm cuối của cao tốc là tại nút giao Đồng Thắng, tỉnh Thanh Hóa do điểm cuối của tuyến giao với đường Nghi Sơn – Thọ Xuân không xây dựng nút giao.

## Thiết kế
Giai đoạn 1 của dự án xây dựng mặt đường 4 làn xe không có làn dừng khẩn cấp, bố trí một số điểm dừng khẩn cấp cách quãng 4 – 5km/1 điểm, nền đường rộng 17 m, vận tốc tối đa 90 km/h (trước tháng 1 năm 2024 là 80 km/h); giai đoạn hoàn chỉnh xây dựng theo quy mô 6 làn xe, nền đường rộng 32,25 m, vận tốc thiết kế 120 km/h. Trên tuyến có hai hầm xuyên núi là hầm Tam Điệp (dài 245 m) và hầm Thung Thi (dài 680 m) thiết kế 6 làn xe gồm hai ống hầm song song với nhau. Ngoài ra, cầu Núi Đọ vượt sông Chu trên tuyến cũng là cây cầu vượt sông dài nhất tỉnh Thanh Hóa tính đến thời điểm hiện tại.

## Xây dựng
Công trình có tổng mức đầu tư 12.111 tỷ đồng từ ngân sách Nhà nước, được khởi công vào ngày 30 tháng 9 năm 2020 và chính thức khánh thành, đưa vào khai thác vào ngày 29 tháng 4 năm 2023 đoạn từ nút giao Mai Sơn đến nút giao Đông Xuân, Thanh Hóa (giao cắt với quốc lộ 47) cùng với đường cao tốc Phan Thiết – Dầu Giây. Phân đoạn từ nút giao Đông Xuân đến cuối tuyến được đưa vào khai thác từ ngày 1 tháng 9 năm 2023 cùng với đường cao tốc Quốc lộ 45 – Nghi Sơn và đường cao tốc Nghi Sơn – Diễn Châu.

## Chi tiết tuyến đường

Bảng thông tin tốc độ cao tốc

### Làn xe
- 4 làn xe, có điểm dừng khẩn cấp
- Hầm Tam Điệp và hầm Thung Thi: 6 làn xe; đường dẫn 6 làn xe và 2 làn dừng khẩn cấp
- Cầu Núi Đọ và cầu Vĩnh An: 4 làn xe cao tốc; 2 làn xe hỗn hợp

### Chiều dài
- Toàn tuyến: 63,37 km

### Tốc độ giới hạn
- Tối đa: 90 km/h, Tối thiểu: 60 km/h

### Đường hầm
| Tên hầm       | Vị trí                                                      | Chiều dài | Năm hoàn thành | Ghi chú                         |
| ------------- | ----------------------------------------------------------- | --------- | -------------- | ------------------------------- |
| Hầm Tam Điệp  | Quang Sơn, Tam Điệp, Ninh Bình Hà Long, Hà Trung, Thanh Hóa | 245m      | 2023           | Ranh giới Ninh Bình – Thanh Hóa |
| Hầm Thung Thi | Hà Tiến · Hà Lĩnh, Hà Trung, Thanh Hóa                      | 680m      | 2023           |                                 |

## Lộ trình chi tiết
- IC - Nút giao, JCT - Điểm lên xuống, SA - Khu vực dịch vụ (Trạm dừng nghỉ), TN - Hầm đường bộ, TG - Trạm thu phí, BR - Cầu
- Đơn vị đo khoảng cách là km.

| Số                                                        | Tên                                                  | Khoảng cách từ đầu tuyến                             | Kết nối                                                               | Ghi chú                                                                 | Vị trí                                               | Vị trí                                               |
| Kết nối trực tiếp với Đường cao tốc Cao Bồ – Mai Sơn      | Kết nối trực tiếp với Đường cao tốc Cao Bồ – Mai Sơn | Kết nối trực tiếp với Đường cao tốc Cao Bồ – Mai Sơn | Kết nối trực tiếp với Đường cao tốc Cao Bồ – Mai Sơn                  | Kết nối trực tiếp với Đường cao tốc Cao Bồ – Mai Sơn                    | Kết nối trực tiếp với Đường cao tốc Cao Bồ – Mai Sơn | Kết nối trực tiếp với Đường cao tốc Cao Bồ – Mai Sơn |
| --------------------------------------------------------- | ---------------------------------------------------- | ---------------------------------------------------- | --------------------------------------------------------------------- | ----------------------------------------------------------------------- | ---------------------------------------------------- | ---------------------------------------------------- |
| 1                                                         | IC Mai Sơn                                           | 275.3                                                | Quốc lộ 1 (Đường tránh Ninh Bình – Đường tỉnh 491)                    | Đầu tuyến đường cao tốc Kết nối với Đường cao tốc Ninh Bình – Hải Phòng | Ninh Bình                                            | Yên Thắng                                            |
| BR                                                        | Cầu vượt Quốc lộ 12B                                 | ↓                                                    |                                                                       | Vượt Quốc lộ 12B                                                        | Ninh Bình                                            | Yên Sơn                                              |
| 2                                                         | IC Đồng Giao                                         | 283.8                                                | Đường tỉnh 492 (Đường Đông – Tây Ninh Bình)                           |                                                                         | Ninh Bình                                            | Tam Điệp                                             |
| TN                                                        | Hầm đường bộ Tam Điệp                                | ↓                                                    |                                                                       |                                                                         | Ranh giới Ninh Bình – Thanh Hóa                      | Ranh giới Ninh Bình – Thanh Hóa                      |
| 3                                                         | IC Gia Miêu                                          | 296.8                                                | Đường tỉnh 522 (Quốc lộ 217B)                                         |                                                                         | Thanh Hóa                                            | Hà Long                                              |
| TN                                                        | Hầm đường bộ Thung Thi                               | ↓                                                    |                                                                       |                                                                         | Thanh Hóa                                            | Ranh giới Hà Long – Tống Sơn                         |
| 4                                                         | IC Hà Lĩnh                                           | 305.4                                                | Quốc lộ 217                                                           |                                                                         | Thanh Hóa                                            | Tống Sơn                                             |
| BR                                                        | Cầu Vĩnh An                                          | ↓                                                    |                                                                       | Vượt sông Mã                                                            | Thanh Hóa                                            | Ranh giới Biện Thượng – Định Hòa                     |
| 5                                                         | IC Thiệu Giang                                       | 315.4                                                | Quốc lộ 1 Quốc lộ 45                                                  |                                                                         | Thanh Hóa                                            | Thiệu Quang                                          |
| BR                                                        | Cầu Núi Đọ                                           | ↓                                                    |                                                                       | Vượt sông Chu                                                           | Thanh Hóa                                            | Ranh giới Thiệu Quang – Đông Tiến                    |
| BR                                                        | Cầu vượt Quốc lộ 45                                  | ↓                                                    |                                                                       | Vượt Quốc lộ 45                                                         | Thanh Hóa                                            | Đồng Tiến                                            |
| 6                                                         | IC Đông Xuân                                         | 326.9                                                | Quốc lộ 47                                                            |                                                                         | Thanh Hóa                                            | Đông Sơn                                             |
| BR                                                        | Cầu vượt Quốc lộ 47                                  | ↓                                                    |                                                                       | Vượt Quốc lộ 47                                                         | Thanh Hóa                                            | Đồng Tiến                                            |
| SA                                                        | Trạm dừng nghỉ                                       | 329.7                                                |                                                                       | Đã hoàn thiện thi công các hạng mục tạm thời                            | Thanh Hóa                                            | Đồng Tiến                                            |
| BR                                                        | Cầu Gốm                                              | ↓                                                    |                                                                       | Vượt sông Hoàng Giang                                                   | Thanh Hóa                                            | Đồng Tiến                                            |
| 7                                                         | IC Đồng Thắng                                        | 335.4                                                | Đường Nghi Sơn – Thọ Xuân Đường vành đai phía Tây thành phố Thanh Hóa |                                                                         | Thanh Hóa                                            | Đồng Tiến                                            |
| -                                                         | Tân Phúc                                             | 338.6                                                | Đường Nghi Sơn – Thọ Xuân                                             | Cuối tuyến đường cao tốc Không thi công nút giao                        | Thanh Hóa                                            | Trung Chính                                          |
| Kết nối trực tiếp với Đường cao tốc Quốc lộ 45 – Nghi Sơn |                                                      |                                                      |                                                                       |                                                                         |                                                      |                                                      |
| 1.000 mi = 1.609 km; 1.000 km = 0.621 mi                  |                                                      |                                                      |                                                                       |                                                                         |                                                      |                                                      |